# Worldometer

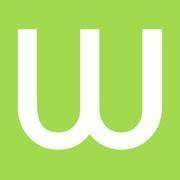
Logo de Worldometer

Worldmeter (anciennement Worldometers) est un site web qui calcule en temps réel, sur la base de plusieurs algorithmes, des données relatives à la population mondiale (totale, naissance, décès, etc.), du gouvernement et de l'économie (dépenses en soin, dans l'éducation, militaires, etc.), l'environnement (destruction de forêts, des sols, etc.), l'alimentation (sous-alimentation et surpoids, obésité, etc.), l'eau (consommation, etc.), l'énergie (provenance, quantité, etc.) et la santé (cancer, cigarettes, etc.),,.
Au début des années 2010, le site Worldmeters rend accessible une page web, 7BillionWorld.com, sur laquelle sont représentés les sept milliards d'individus composant la population mondiale au 31 octobre 2011, jour où le nombre d'êtres humains vivant sur Terre a atteint la valeur de sept milliards.
Il existe également un site pour les statistiques françaises.

## Critiques
Les chiffres fournis par Worldometer sont issus d'extrapolations faites sur la base de données issues du web, provenant d'organismes gouvernementaux, de médias nationaux ou locaux et d'ONG,,. Certains de ces chiffres sont critiqués en raison du manque de fiabilité des données fournies par les médias et de données parfois falsifiées fournies par les ONG comme WWF,. Il existe aussi une critique pour les données de certains pays dont les gouvernements sont soupçonné de manipuler leurs chiffres. 
Début 2020, le site, spécialisé dans la collecte de données statistiques, permet de suivre en temps réel l'évolution planétaire de la pandémie de Covid-19. Mais certains chiffres indiqués par Worldometer restent soumis à caution car les données correspondantes n’existeraient pas dans les sources citées.